# Семидуби (Голованівський район)
Семи́дуби — село в Україні, в Перегонівській сільській громаді Голованівського району Кіровоградської області. Населення становить 314 осіб. Колишній орган місцевого самоврядування — Семидубська сільська рада.

## Географія
Селом тече струмок Безіменний.

## Населення
Згідно з переписом УРСР 1989 року чисельність наявного населення села становила 526 осіб, з яких 222 чоловіки та 304 жінки.
За переписом населення України 2001 року в селі мешкало 468 осіб.

### Мова
Розподіл населення за рідною мовою за даними перепису 2001 року:
| Мова       | Відсоток |
| ---------- | -------- |
| українська | 97,21 %  |
| російська  | 2,58 %   |
| болгарська | 0,21 %   |